# Estación Charallave Norte Francisco de Miranda
La Estación Charallave Norte "Generalísimo Francisco de Miranda" es una estación ferroviaria venezolana intermedia del tramo ferrocarrilero Caracas - Charallave - Cúa, la cual conecta la capital de Venezuela, con esas dos últimas localidades ubicadas en los Valles del Tuy del Estado Miranda.

## Historia
La Estación fue inaugurada oficialmente, el 15 de octubre de 2006, y bautizada con ese nombre en honor al héroe y precursor de la independencia venezolana, el General Francisco de Miranda, quien creó e izó la bandera venezolana 200 años antes (en 1806), también ejerció como uno de los primeros gobernantes del país y en honor del cual también se nombró al Estado Miranda, donde está ubicada la estación de tren.

## Localización
Está ubicada en la localidad de Charallave del estado Miranda, al centro norte de Venezuela. Específicamente en el Sector "A", las Agüitas, Municipio Cristóbal Rojas de los Valles del Tuy. A pocos minutos en tren del sur de Caracas.

## Características
La Estación es operada por el Instituto de Ferrocarriles del Estado (IFE). En sus alrededores se encuentran los patios y talleres, lugares donde se realiza el mantenimiento y optimización del sistema. Posee 3 niveles, accesos, mezzanina y 2 andenes, además de 6 vías férreas y 20 locales destinados al comercio, también dispone de un sistema de ascensores y escaleras mecánicas.